# Ministère de la Construction et de l'Urbanisme
Le ministère de la Construction et de l'Urbanisme (en serbe cyrillique : инистарство грађевине и урбанизма  ; en serbe latin : Ministarstvo građevine i urbanizma) est un ancien département ministériel du gouvernement serbe chargé de la construction et de l'urbanisme en Serbie.

## Organisation
Le ministère s'organise autour de plusieurs sections ou départements, parmi lesquels on peut citer :
- le Département de la construction et des terrains à bâtir[1] ;
- le Département de l'urbanisme et de l'habitat[2] ;
- le Département des investissements[3].

Le 27 avril 2014, le ministère fusionne avec le ministère des Transports.

## Liste des ministres
| Ministre          | Photo | Parti                            | Début de mandat  | Fin de mandat    |
| ----------------- | ----- | -------------------------------- | ---------------- | ---------------- |
| Miodrag Janjić    |       | Parti socialiste de Serbie (SPS) | 11 février 1991  | 23 décembre 1991 |
| Uroš Banjanin     |       | Parti socialiste de Serbie (SPS) | 23 décembre 1991 | 18 mars 1994     |
| Branislav Ivković |       | Parti socialiste de Serbie (SPS) | 18 mars 1994     | 24 mars 1998     |
| Dejan Kovačević   |       | Parti socialiste de Serbie (SPS) | 24 mars 1998     | 25 janvier 2001  |
| Dragoslav Šumarac |       | Parti démocratique (DS)          | 25 janvier 2001  | 3 mars 2004      |
| Velimir Ilić      |       | Nouvelle Serbie (NS)             | 27 juillet 2012  | 27 avril 2014    |